# ريناتو (لاعب كرة قدم مواليد 1981)
ريناتو (بالبرتغالية: Renato Benatti‏) هو لاعب كرة قدم برازيلي في مركز الدفاع، ولد في 17 أكتوبر 1981 في بينتو غونسالفيس في البرازيل. شارك مع منتخب البرازيل تحت 23 سنة لكرة القدم. أما مع النوادي، فقد لعب مع نادي ألميريا ونادي برازيليا ونادي جوفنتودي ونادي كريسيوما ونافال.

## وصلات خارجية
- ريناتو (لاعب كرة قدم مواليد 1981) على موقع دوري كوريا الجنوبية (الإنجليزية)
- ريناتو (لاعب كرة قدم مواليد 1981) على موقع قاعدة بيانات كرة القدم.إي يو (الإنجليزية)